# Karl-Heinz Rodenberg
Karl-Heinz Rodenberg, född 19 november 1904 i Heide, död 14 november 1995 i Wald-Michelbach, var en tysk neurolog, psykiater och SS-Obersturmbannführer. Från 1943 till 1945 var han vetenskaplig ledare för Rikscentralen för bekämpning av homosexualitet och abort (Reichszentrale zur Bekämpfung der Homosexualität und der Abtreibung).

## Biografi
Rodenberg studerade medicin och promoverades 1930 till medicine doktor vid Marburgs universitet efter att ha disputerat på avhandlingen Über echte Kombinationen epileptischer und schizophrener Symptomkomplexe. Därefter var han verksam vid Marburg-universitetets nervklinik, Tyska forskningsanstalten för psykiatri i München och Hälso- och sjukvårdsanstalten Branitz i närheten av Oppeln i Oberschlesien.
Den 20 april 1932 inträdde Rodenberg i Nationalsocialistiska tyska arbetarepartiet (NSDAP) och Sturmabteilung (SA). Året därpå utnämndes Adolf Hitler till Tysklands rikskansler och Rodenberg blev samma år medarbetare vid NSDAP:s raspolitiska byrå. År 1936 blev han specialistläkare inom psykiatri och neurologi och tjänstgjorde bland annat som rättsmedicinsk biolog vid avdelningen för genetik och rashygien vid Rikshälsoministeriet.

### Aktion T4
Från februari till oktober 1940 var Rodenberg verksam som expert inom Aktion T4, Tredje rikets barmhärtighetsmord på psykiskt och fysiskt funktionshindrade människor. En av Rodenbergs uppgifter bestod i att utifrån patientens journal besluta om huruvida denne skulle få leva eller transporteras till en av Aktion T4:s dödsanstalter, NS-Tötungsanstalten. År 1940 blev Rodenberg medlem i Schutzstaffel (SS), inom vilket han den 30 januari 1944 uppnådde tjänstegraden Obersturmbannführer.

### Reichssicherheitshauptamt
I augusti 1942 knöts Rodenberg till Reichssicherheitshauptamt (RSHA), Tredje rikets säkerhets- och underrättelseministerium, och dess avdelning III:B3 som handhade "Ras och folkhälsa". Den 27 oktober 1942 deltog Rodenberg i en konferens, som hade sammankallats av Adolf Eichmann och som var en uppföljning till Wannseekonferensen; mötet har fått beteckningen Endlösungskonferenz. Vid detta möte diskuterades bland annat hur man inom ramen för den slutgiltiga lösningen skulle handha blandäktenskap mellan arier och judar samt vilken status Mischlinge skulle ha.
| Deltagare vid Endlösung-konferensen | Deltagare vid Endlösung-konferensen                      |
| Namn                                | Ämbetsverk                                               |
| ----------------------------------- | -------------------------------------------------------- |
| Dr. Gottfried Boley                 | Rikskansliet                                             |
| Hermann Preusch                     | SS-Rasse- und Siedlungshauptamt                          |
| Georg Harders                       | SS-Rasse- und Siedlungshauptamt                          |
| Dr. Edgar Schmid-Burgk              | Propagandaministeriet                                    |
| Massfelder                          | Riksjustitieministeriet                                  |
| Horst Kap                           | Partikansliet                                            |
| Raudies                             | Partikansliet                                            |
| Egon Leuschner                      | NSDAP:s raspolitiska byrå                                |
| Erhard Wetzel                       | Riksministeriet för de ockuperade östområdena            |
| Dr. Karl Klingenfuss                | Auswärtiges Amt                                          |
| Liegener                            | Befullmäktigad för Fyraårsplanen                         |
| Dr. Werner Feldscher                | Riksinrikesministeriet                                   |
| Lothar Weirauch                     | Generalguvernementets regering                           |
| Dr. Günther Stier                   | Reichskommissariat für die Festigung deutschen Volkstums |
| Rudolf Bilfinger                    | Reichssicherheitshauptamt                                |
| Kurt Neifeind                       | Reichssicherheitshauptamt                                |
| Dr. Karl-Heinz Rodenberg            | Reichssicherheitshauptamt                                |
| Adolf Eichmann                      | Reichssicherheitshauptamt                                |
| Rolf Günther                        | Reichssicherheitshauptamt                                |
| Friedrich Suhr                      | Reichssicherheitshauptamt                                |
| Otto Hunsche                        | Reichssicherheitshauptamt                                |

### Reichskriminalpolizeiamt
I juli 1943 blev Rodenberg vetenskaplig rådgivare i psykosexuella frågor vid Reichskriminalpolizeiamt (RKPA) och utnämndes samtidigt till vetenskaplig ledare för Rikscentralen för bekämpning av homosexualitet och abort (Reichszentrale zur Bekämpfung der Homosexualität und der Abtreibung). Myndighetens huvuduppdrag var registrering och kartläggning av homosexuella. Friedrich Panzinger beskrev i november 1944 Rodenbergs övriga uppgifter: att utvärdera möjligheten att låta kastrera sexbrottslingar, som till exempel homosexuella, andra förövare av moralbrott, pyromaner och vaneförbrytare samt att skapa förutsättningar för lagstiftande och administrativa åtgärder.
Rodenberg hade sedan 1941 i facktidskrifter förordat kastrering av homosexuella. I tidskriften Deutsche Justiz skrev Rodenberg 1942, att kastrering är nödvändigt för att stävja de homosexuellas brottsliga dynamik. Han menade även, att kastrering syftade till att hjälpa den enskilde homosexuelle. Rodenberg ansåg, att kastrering även utgjorde en samhällsekonomisk fråga. Det var kostsamt för den tyska staten att internera homosexuella i koncentrationsläger och skyddshäkte. Efter en kastrering kunde den homosexuelle släppas fri, då denne inte längre utgjorde något hot mot den tyska folkgemenskapen.

### Efter andra världskriget
Efter andra världskriget var Rodenberg bosatt i Wald-Michelbach i Hessen. På grund av sitt deltagande i Endlösung-konferensen den 27 oktober 1942 blev han föremål för förundersökning på 1970-talet, men något åtal väcktes aldrig. År 1986 bestred Rodenberg sin verksamhet vid Rikscentralen för bekämpning av homosexualitet och abort. Han uppgav att hans förordande av kastrering riktade sig mot sedesbrottslingar, inte homosexuella. Rodenberg påstod sig ha varit likgiltig inför hur vuxna homosexuella tillfredsställer sina sexuella begär med varann.